# 馬爾斯氏溪脂鯉
馬爾斯溪脂鯉，為輻鰭魚綱脂鯉目脂鯉亞目頂器脂鯉科的其一種，分布於中美洲巴拿馬Tuira河流域，體長可達4.4公分，棲息在底中層水域，生活習性不明。